# Journey to Murder
Journey to Murder is een Britse film uit 1971 onder regie van John Gibson en Gerry O'Hara. De film is een samenstelling van verscheidene afleveringen van Journey to the Unknown en heeft Joan Crawford, Joseph Cotten, Judy Parfitt, Roddy McDowall, Douglas Wilmer, Carol Cleveland en Barry Evans in de hoofdrollen.